# لووگوسانو
لووگوسانو (به ایتالیایی: Luogosano) یک کومونه در ایتالیا است که در استان آولینو واقع شده‌است.

## خصوصیات
لووگوسانو ۶٫۰۳ کیلومترمربع مساحت و ۱٬۲۲۸ نفر جمعیت دارد و ۳۹۰ متر بالاتر از سطح دریا واقع شده‌است.